# Le fontane del paradiso
Le fontane del paradiso (The Fountains of Paradise) è un romanzo di fantascienza del 1979 di Arthur C. Clarke.
Con questo libro Clarke fu vincitore del Premio Nebula nel 1979 e del Premio Hugo per il miglior romanzo nel 1980 e presentò al grande pubblico il concetto di ascensore spaziale, di cui fu un sostenitore. Il romanzo fu inoltre candidato al Premio BSFA e al Premio Locus.

## Trama
Nel XXII secolo, l'ingegnere Morgan, colui che ha edificato il più grande ponte del mondo sullo Stretto di Gibilterra, intraprende un nuovo progetto ancora più megalomane: costruire un elevatore per lo spazio, che possa condurre carichi con una frazione dell'energia (e dell'inquinamento) necessaria ai missili. Morgan e il suo team individuano il luogo ideale a Yakkagala, sulla cima di un picco montano sull'isola equatoriale di Taprobane. Questa montagna ha una storia millenaria e ospita un antico monastero buddhista. Il luogo è inoltre sede delle Fontane del Paradiso, un enorme complesso fortificato di cui rimangono solo le rovine, fondato dall'antico re parricida Kalidas, che aveva fatto di Yakkagala la propria fortezza e luogo di piacere, abbandonato per secoli dopo la morte del re e infine divenuto un'ambita meta turistica.
La cultura umana è ormai unificata sotto un unico governo mondiale ed era già stata profondamente scossa, anni prima, dal primo contatto con una intelligenza extraterrestre, una sonda automatizzata dotata di avanzata intelligenza artificiale chiamata Spazioplano, che viaggia nella galassia da millenni con il compito di contattare le forme di vita senzienti dell'universo e scambiare conoscenza. Uno degli effetti del contatto sembra essere stata la forte riduzione delle religioni.
L'idea di costruire un mastodontico ascensore spaziale, la più grande struttura mai costruita dall'uomo, incontra comunque molte resistenze, e l'ideatore Morgan deve rivolgersi a un consorzio di coloni di Marte per finanziare il suo progetto. Per la costruzione dell'ascensore è necessario risolvere enormi problemi tecnici. Il materiale di cui è costituito il cavo, per poter resistere a sollecitazioni così pesanti, è una fibra di carbonio purissimo prodotto nello spazio a gravità zero, descritto come un "cristallo continuo di diamante quasi monodimensionale". In tal modo il primo elevatore verrà costruito per essere trasferito su Marte. 
I monaci della montagna, sapendo di perdere la pace di quel luogo, a loro volta si oppongono recisamente all'idea di permettere la costruzione della megastruttura e abbandonare la loro antica sede, così Morgan, dopo avere perso una causa intentata presso il tribunale internazionale per farsi concedere il terreno, ha l'idea di costruire l'elevatore partendo dall'alto, cioè dall'orbita terrestre. Al momento di giungere a terra, un'antica profezia riguardante un'invasione di farfalle si avvera e i monaci si sentono costretti ad abbandonare la montagna.

## Ambientazione

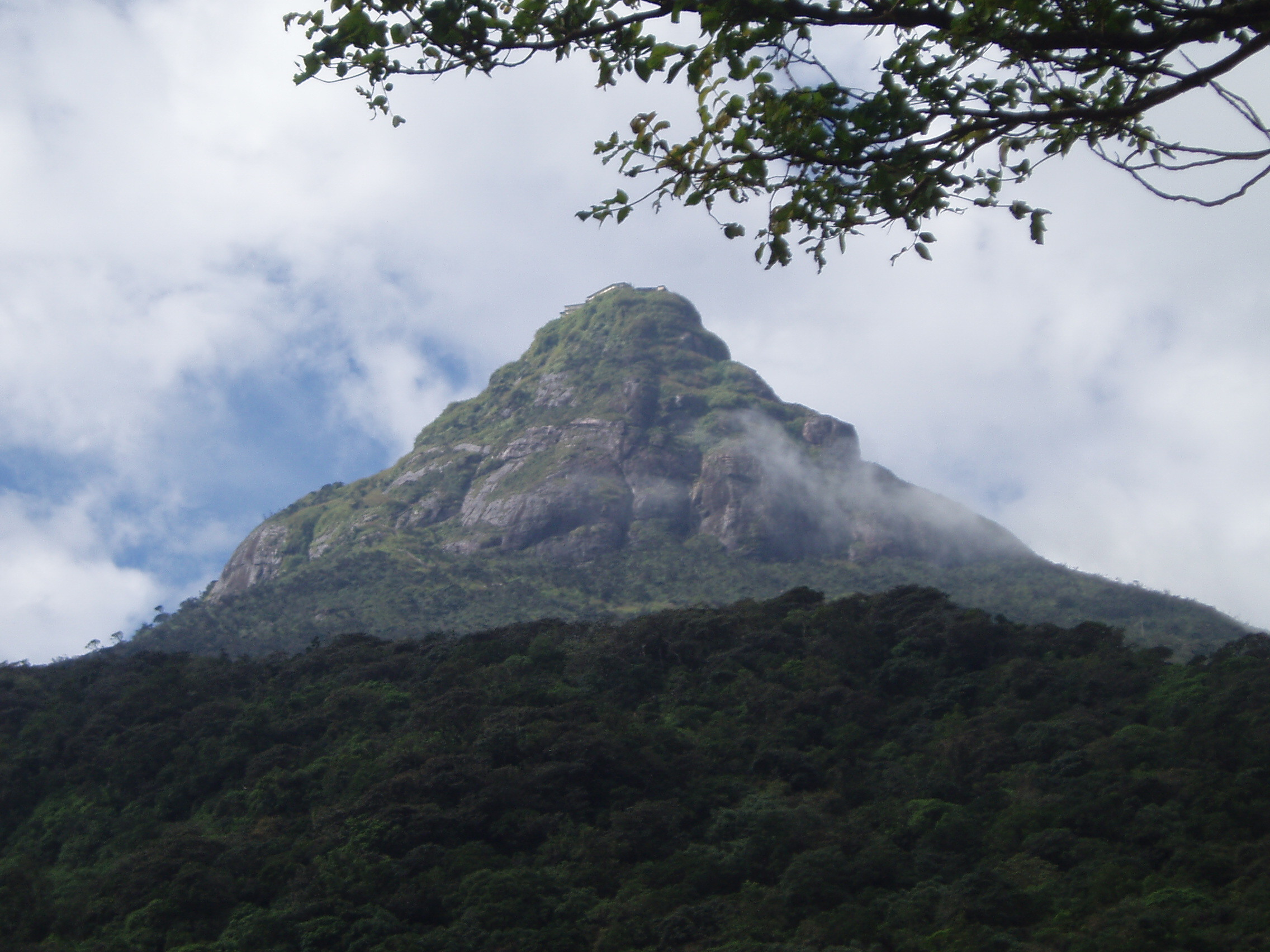
Il monte Sri Pada (Picco di Adamo)

L'isola equatoriale fittizia di Taprobane è strettamente ispirata allo Sri Lanka, da cui prende il nome greco usato da Megastene, e la località montuosa corrisponde in buona parte al Picco di Adamo, Sri Pada in lingua locale, luogo di culto, già descritto da Marco Polo, per i cristiani, i musulmani e i buddhisti. Clarke, che elesse lo Sri Lanka a propria residenza fino alla morte, operò tuttavia una modifica non irrilevante nella geografia dello Sri Lanka/Taprobane: trasferì l'isola 800 km a sud in modo che si trovasse a cavallo dell'equatore (lo Sri Lanka è compreso tra i 6 ei 10 gradi nord), giudicata la posizione ideale per l'ascensore spaziale.
Yakkagala del romanzo è nella realtà Sigiriya, che con le rovine dell'antico palazzo costruito da re Kasyapa (477 - 495) - nel romanzo re Kalidas - è uno dei sette Patrimoni dell'umanità dello Sri Lanka e una delle attrazioni preferite dai turisti stranieri.
Arthur C. Clarke ha ripreso l'ambientazione dello Sri Lanka come base per un ascensore spaziale anche nel suo ultimo romanzo, L'ultimo teorema del 2008 (The Last Theorem), scritto con Frederik Pohl.

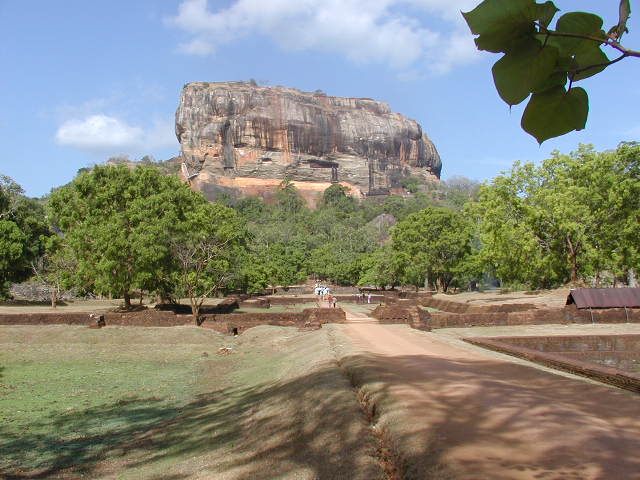
La rocca di Sigiriya (Yakkagala nel romanzo)
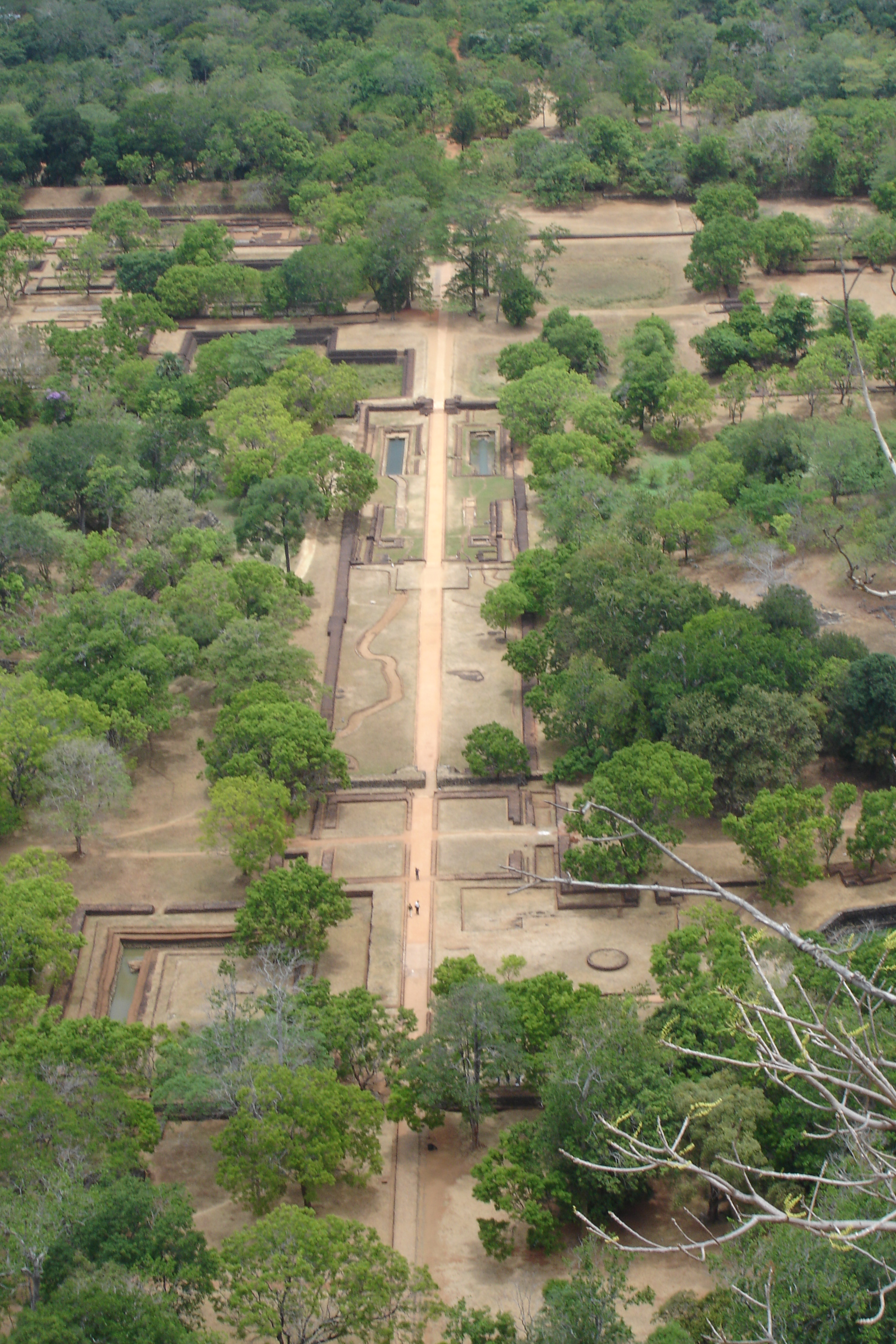
Il viale d'ingresso dei giardini di Sigiriya, visto dalla cima della rocca
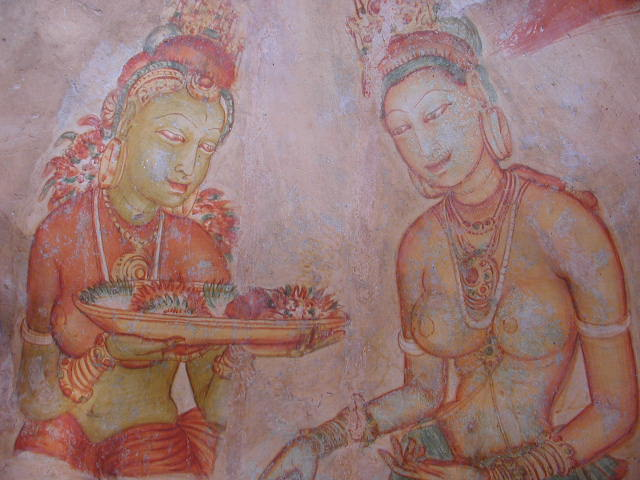
Uno degli affreschi superstiti di Sigiriya
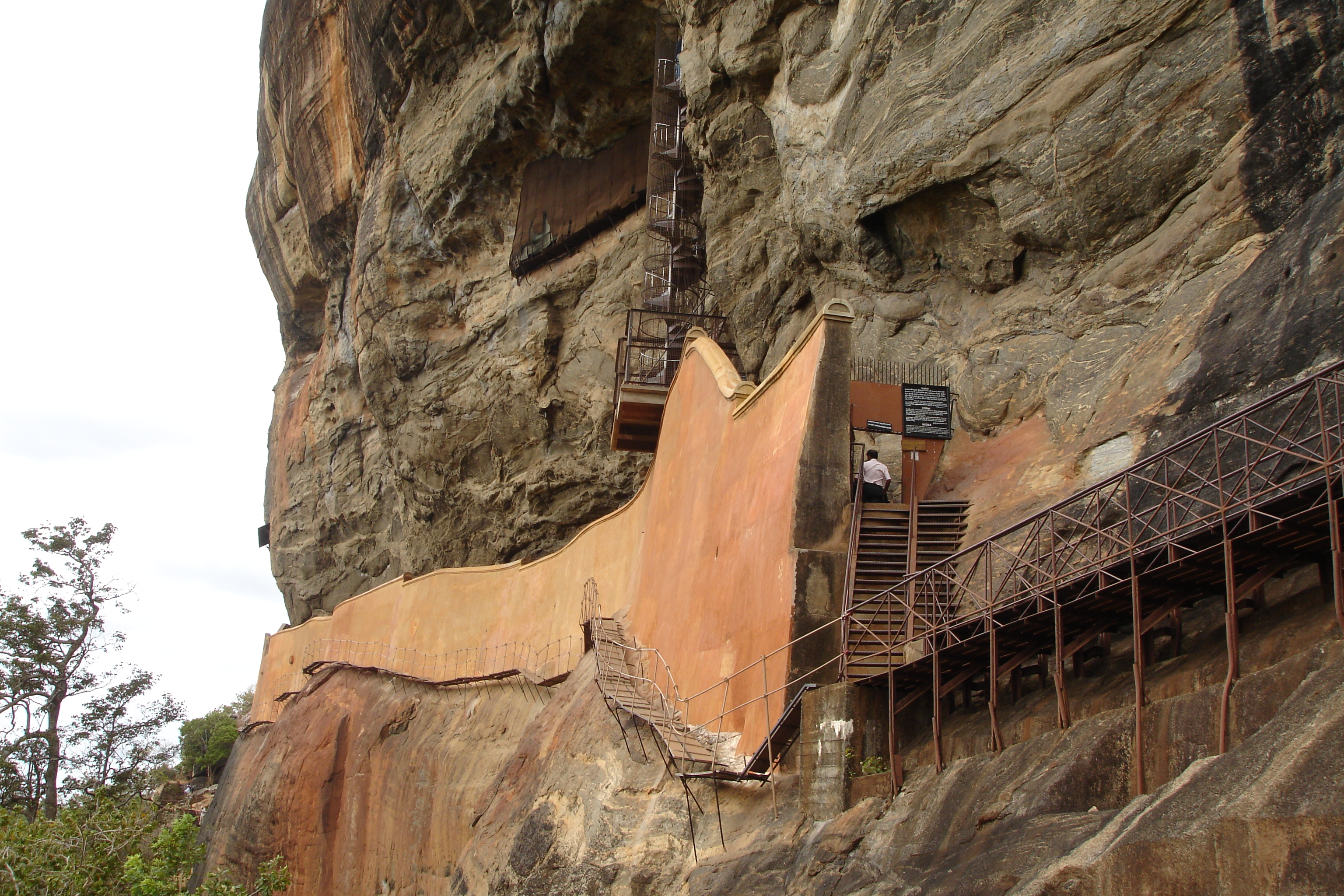
Il doppio muro e la scala a chiocciola che conducono agli affreschi

## Edizioni
- Arthur C. Clarke, The Fountains of Paradise, 1979.
- Arthur C. Clarke, Le fontane del paradiso, traduzione di Vittorio Curtoni, Urania n. 796, Arnoldo Mondadori Editore, 1979.
- Arthur C. Clarke, Le fontane del paradiso, traduzione di Vittorio Curtoni, Urania Collezione n. 123, Arnoldo Mondadori Editore, 2013, ISBN 88-520-3675-X, ,.